# Emotional Rescue
Emotional Rescue er et album fra The Rolling Stones, der blev udgivet i 1980. Som efterfølgeren til det stort sælgende album Some Girls var det medgang. Men det bliver generelt set som et ringe produkt, og et bevidst forsøg på at gentage dens forgængers enorme succes.  

## Historie
Albummet er indspillet igennem 1979. Først på Nassau (Bahamas), derefter i Paris og til slut i New York hvor det sidste blev lavet. Emotional Rescue er det første Rolling Stones album efter Keith Richards frifindelse for besiddelse af stoffer i Toronto, der kunne havde fået ham i fængsel i årvis.
Richards og  Jagger havde skrevet mange sange til Some Girls, og dem der ikke kom på det album blev fornyet og lagt på Emotional Rescue, men kun ti sange. Resten blev lagt væk til det næste album Tattoo You.
Mens mange af numrene musikalsk bestod af de officielle medlemmer Mick Jagger, Keith Richards, Charlie Watts, Bill Wyman og Ron Wood var der også gæsteoptræden fra keyboard spilleren Nicky Hopkins og Ian Stewart, saxofonnisten Bobby Keys og Sugar Blue spillede på mundharmonika på albummet.  
Udgivet i juni blev den disco inspireret single Emotional Rescue øjeblikkeligt et hit. Selve albummet gav The Rolling Stones deres første nummer et i England, som de ikke havde haft siden Goats Head Soup fra 1973, og var hele syv uger på toppen i USA. Mens salget steg var anmeldelserne mere lunkne for anmelderne fandt albummet svagt (i forhold til Some Girls), og fandt det desuden underligt at de stærkeste sange var i slutningen. 
Deres næste single "She’s So Cold" blev et top 30 hit, mens Richards sang "All About You" var en af de første, med flere på vej i de efterfølgende albums, hvor han var forsanger. 
Kritikerne placerede albummet Emotional Rescue i The Stones Silver age, der strækker sig fra Black and Blue (1976) til Tattoo You (1981), og dens omdømme har aldrig kvalificeret den til et sikkert Rolling Stones plade.

## Spor
- Alle sangene er skrevet af Mick Jagger and Keith Richards udtaget hvor andet er påført.

1. "Dance (Pt. 1)" (Mick Jagger/Keith Richards/Ron Wood) – 4:23
2. "Summer Romance" – 3:16
3. "Send It to Me" – 3:43
4. "Let Me Go" – 3:50
5. "Indian Girl" – 4:23
6. "Where the Boys Go" – 3:29
7. "Down in the Hole" – 3:58
8. "Emotional Rescue" – 5:39
9. "She's So Cold" – 4:14
10. "All About You" – 4:18

## Musikere
- Mick Jagger –  Sang, Kor Elektrisk Guitar, Klaver, Elektrisk Piano
- Keith Richards – Kor, Elektrisk Guitar, Sang, Akustisk Guitar, Bass, Klaver
- Charlie Watts – Trommer
- Ron Wood – Elektrisk Guitar, Kor, Guitar, Akustisk Guitar, Slide Guitar, Pedal Steel Guitar, Bass
- Bill Wyman – Bass, Synthesizer

### Andre
- Sugar Blue – Mundharmonika
- Nicky Hopkins – Klaver, Xylofon
- Bobby Keys – Saxofon
- Billy Preston – Clavinet
- Max Romeo – Kor
- Michael Shrieve – Perkussion
- Ian Stewart –  Klaver, Elektrisk Klaver, Perkussion